# Павловский, Иван Данилович
Ива́н Дани́лович Павло́вский (30 марта (11 апреля) 1852 — 26 апреля (8 мая) 1881) — русский писатель.

## Биография
Родился 30 марта (11 апреля) 1852 года в Полтавской губернии. Воспитывался в духовной семинарии, где был в числе лучших учеников, но не окончил её по причине продолжительной болезни. Был псаломщиком, школьным учителем.
В 1877 году переехал в Санкт-Петербург. Сотрудничал в печатных изданиях: «Оренбургский листок», «Сибирь», «Полтавские епархиальные ведомости», «Волынские епархиальные ведомости», «Церковный вестник», «Церковно-Общественный Вестник», «Современность», «Русская старина», «Древняя и Новая Россия», «Историческая библиотека», «Исторический вестник», где печатал заметки и исторические статьи (ряд из них — под псевдонимом Юсковский).
Изучал русскую историю и археологию, описывал быт духовенства; работал в библиотеке некоего богатого помещика, часто посещал церковные архивы и библиотеки.
Болел чахоткой, тратя на лечение почти полностью субсидии из литературного фонда.
Умер 26 апреля (8 мая) 1881 года в Локощинском погосте (Полтавская губерния).
На основе «шпаргалов» оставленных Павловским, Н. С. Лесков написал исторический очерк «Бродяги духовного чина».

## Избранные сочинения
- Ириней Нестерович, архиепископ иркутский // Русская старина. — 1879. — Т. 26; 1880. — Т. 28.
- Историк Малороссии Н. А. Маркевич // Русская старина. — 1874. — Т. 9.
- Кирилл Флоринский, епископ севский // Русская старина. — 1876. — Т. 16.
- Консисторско-судные мытарства (к биографии протоиерея Андрея Прокоповича) // Исторический вестник. — 1881. — Кн. 7. — С. 566—576.
- Неприличное сану и званию состязание с евреями // Исторический вестник. — 1881. — Кн. 12. — С. 858—862.
- Святое евангелие на малороссийском языке // Русский архив. — 1878. — Кн. 5.
- Симония в украинском духовенстве первой четверти XVIII в. // Исторический вестник. — 1881. — Кн. 3.